# Manuel Iradier

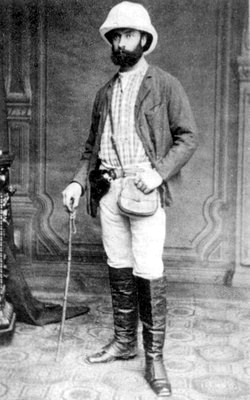
Manuel Iradier

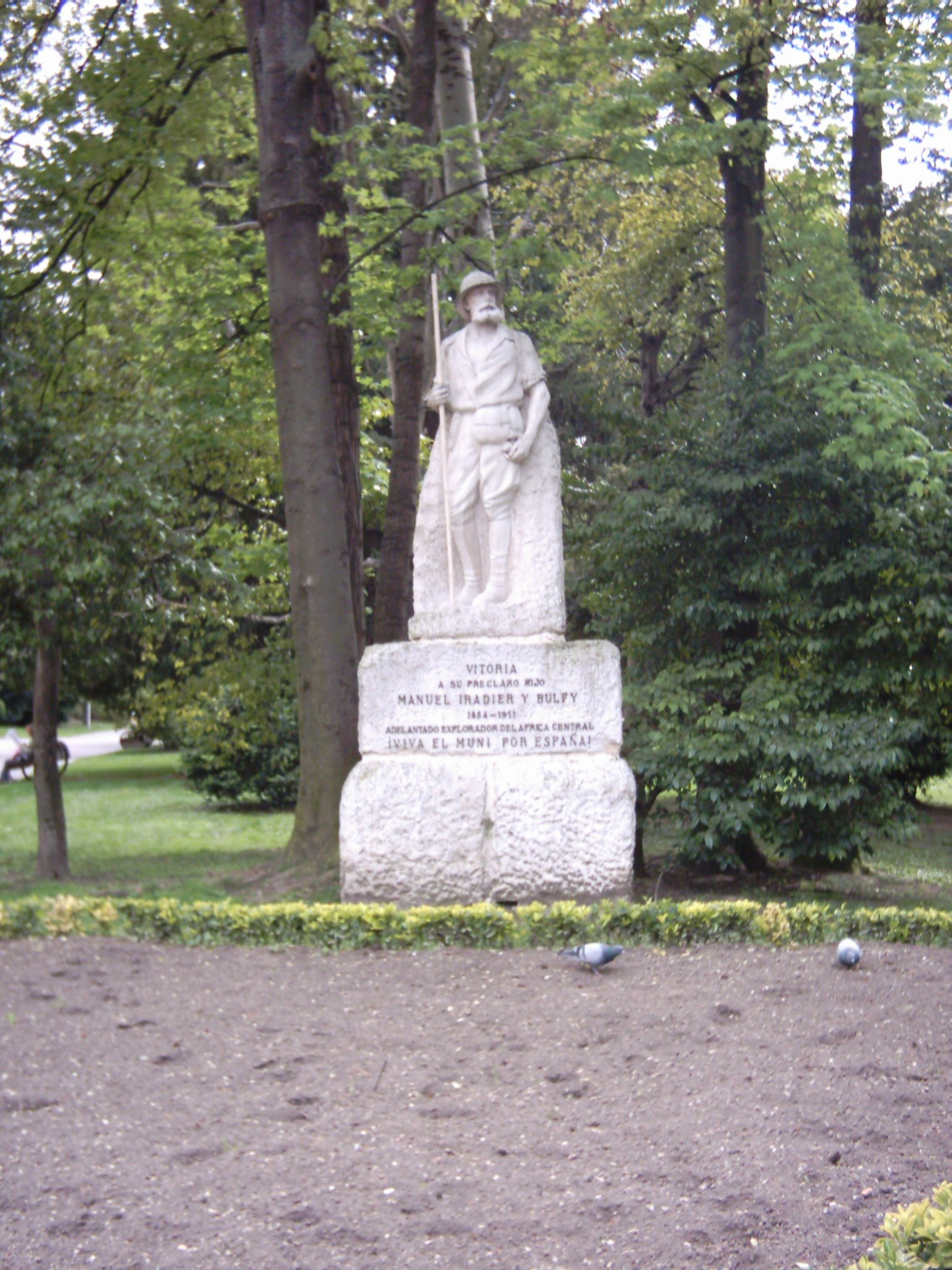
Manuel-Iradier-Statue in Vitoria

Manuel Fermín Iradier y Bulfy (* 6. Juli 1854 in Vitoria-Gasteiz; † 19. Juli 1911 in Valsaín, Provinz Segovia) war ein spanischer Afrikaforscher und Erfinder.

## Leben
Schon früh interessierte sich Iradier für die Naturwissenschaften und Geografie. Bereits 1868, also mit nur vierzehn Jahren, gründete er die Sociedad Viajera (Reise-Vereinigung) – sie wurde später in Asociación Eúskara La Exploradora (Die Erkunderin) umbenannt –, um Zentralafrika zu erkunden. Bis zu diesem Zeitpunkt waren fast nur die Küsten Afrikas in Europa bekannt.
1874 reiste Iradier zum ersten Mal nach Afrika zum Golf von Guinea. Begleitet wurde er von seiner Frau und seiner Schwägerin. Diese Reise endete 1877 und er hatte in 834 Tagen 1876 Kilometer zurückgelegt. Eine zweite Reise folgte 1884.
Nach dieser zweiten Reise, unzähligen Ausstellungen und Ehrungen änderte sich sein Leben und er versuchte, einige Erfindungen in die Praxis umzusetzen, so zum Beispiel das Modell eines automatischen Wasserzählers und ein neues typografisches Verfahren, das die Arbeit beim Drucken erleichtern sollte.
Ab 1901 lebte er in Madrid. Er starb 1911 in Valsaín, einem Dorf in der Provinz Segovia, wo er seinen Lebensabend verbracht hatte. 1927 wurden seine sterblichen Überreste auf den Friedhof von Vitoria umgebettet.

## Ehrungen
Heute ist eine Straße im Zentrum seiner Geburtsstadt Vitoria nach ihm benannt.

## Werke
- África. Viajes y trabajos de la Asociación Eúskara La Exploradora. Imprenta de la Viuda e Hijos de Iturbe, Vitoria 1887 (2. Auflage. A. P. Cardenal, Bilbao 1901 (= Biblioteca Bascongada 59, ZDB-ID 2507377-1)).